# 2014 FX61
2014 FX61, também escrito como 2014 FX61, é um objeto transnetuniano que está localizado no Cinturão de Kuiper, uma região do Sistema Solar. Ele possui uma magnitude absoluta de 7,6 e tem um diâmetro estimado com 133 quilômetros.

## Descoberta
2014 FX61 foi descoberto no dia 30 de março de 2014 pelo DECam.

## Órbita
A órbita de 2014 FX61 tem uma excentricidade de 0,271 e possui um semieixo maior de 43,765 UA. O seu periélio leva o mesmo a uma distância de 31,890 UA em relação ao Sol e seu afélio a 55,639 UA.